# Henry Stöhr
Henry Stöhr (n. 6 iunie 1960, Reichenbach im Vogtland, Saxonia, Germania) este un judocan ce a reprezentat Germania, medaliat olimpic. A participat la 2 ediții ale Jocurilor Olimpice (1988, 1992) în care a câștigat o medalie de argint.